# Aspidoscelis uniparens
Aspidoscelis uniparens là một loài thằn lằn trong họ Teiidae. Loài này được Wright & Lowe mô tả khoa học đầu tiên năm 1965.

## Hình ảnh

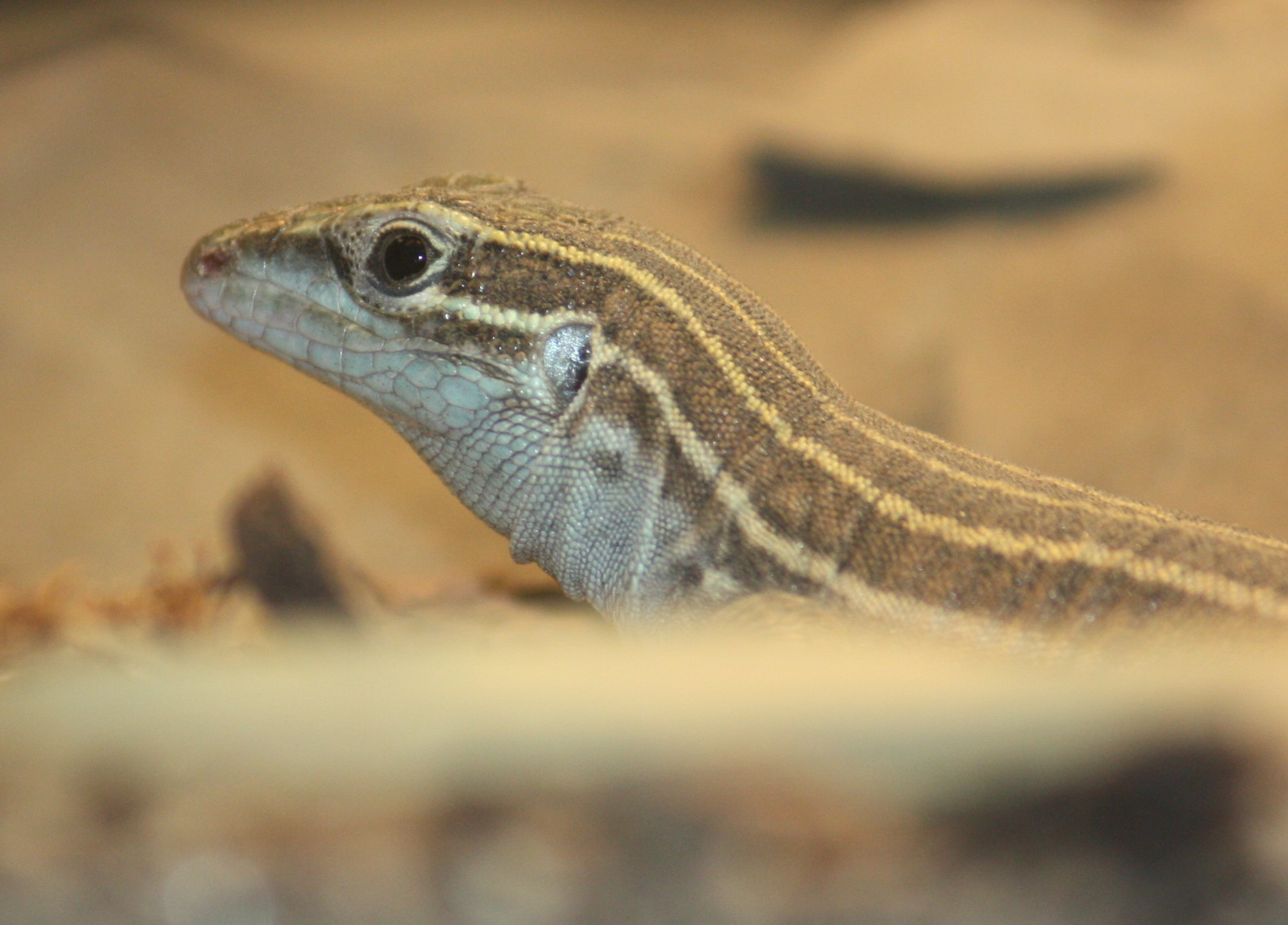
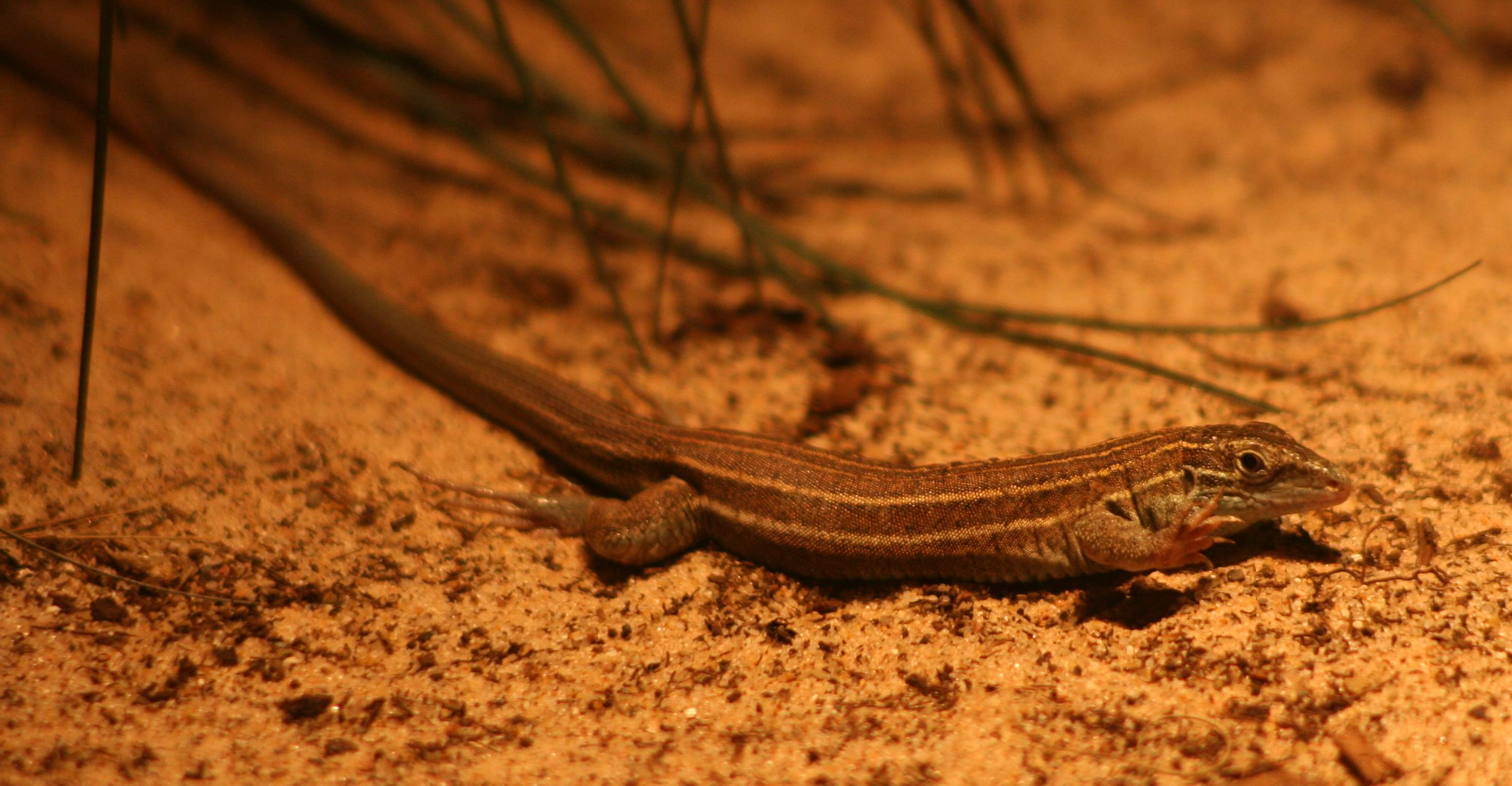